# Беренбах (Бад-Кройцнах)
Беренбах (нім. Bärenbach) — громада в Німеччині, розташована в землі Рейнланд-Пфальц. Входить до складу району Бад-Кройцнах. Складова частина об'єднання громад Кірн-Ланд.
Площа — 5,59 км2. Населення становить 502 ос. (станом на 31 грудня 2020).